# 강릉시
강릉시(江陵市)는 대한민국 강원특별자치도 동해안 중부에 있는 시이다. 서울과 비슷한 위도에 위치한 영동 지방 최대 도시이다. 서쪽으로 태백산맥이 뻗어 있고, 동쪽으로 동해가 펼쳐져 있으며, 해안선 길이는 73.72km이다. 겨울에는 한랭한 북서풍이 태백산맥을 넘어 오면서 푄현상을 일으켜 같은 위도의 서해안보다는 기후가 온난하고 연교차가 작은 해양성 기후에 가깝다. 연안은 수심이 깊고 계절에 따라 한류와 난류가 흘러 어종이 풍부하다. 경포대와 오죽헌 등 관광자원이 풍부하고, 강동면에는 바다에서 제일 가까운 기차역인 정동진역이 있다. 해마다 음력 5월에는 세계무형유산인 강릉단오제가 열린다. 고등 교육기관으로는 국립 대학교인 강릉원주대학교와 사립 대학교인 가톨릭관동대학교, 공립 대학교인 강원도립대학교 등이 있다. 시청은 홍제동에 있고, 행정구역은 1읍 7면 13동이다.

## 역사
본래 동예이자 남말갈, 예국(濊國)의 땅으로 하슬라(河瑟羅)라고 불렸다. 일대가 비옥해 살기 좋았다고 한다.
고구려는 이곳을 하서량(河西良) 또는 하슬라(河瑟羅)라 부르고 예국을 속국으로 삼아 이곳을 지배했다.
639년 신라가 이곳을 점령하고 (신라 선덕여왕 8년) 소경(小京)으로 삼아 북빈경(北濱京)이라 하여 사신(仕臣)을 두었다. 658년(신라 태종 무열왕 5년) 무열왕이 "이곳은 말갈과 인접해 있다"라는 이유로 소경을 폐지하고 아슬라주를 만들어 도독을 파견하였으며 757년(경덕왕 16년) 명주(溟州)로 개칭하였다가 776년(혜공왕 12년)에 복구하였다.
| Daedongyeojido (Gyujanggak) 12-02.jpg | Daedongyeojido (Gyujanggak) 12-01.jpg |
| Daedongyeojido (Gyujanggak) 13-03.jpg | Daedongyeojido (Gyujanggak) 13-02.jpg |

고려 태조 때 명주라 다시 개칭되고, 성종 14년(995) 삭방도(朔方道)의 행정 중심지로 함남북과 영동 일대와 영서의 춘천 이북 등지를 관할하였다. 1178년 이를 폐하고 함남과 강원 영동 일대를 임해(臨海) 명주라 개칭하고 원종 4년(1263) 강릉도라 고쳤으며, 그 후 다시 함남 쌍성(雙城) 지방과 합하여 강릉삭방도라 하였다. 공양왕 때 함경도를 분리하고 강릉도라 다시 칭하였으며 항시 행정과 군사의 중심지로 되어 왔다. 조선 초에는 원양도(原襄道)·원춘도(原春道)라 칭하다가 세종 5년(1423) 강원도라 하였다. 1895년 23부제 실시로 강원도가 춘천부와 강릉부로 나뉘며 영동의 군들을 관할했다가, 이듬해(1896년) 강원도가 재설치되면서 강릉군만 관할하게 되었다.

### 연표
조선시대
- 조선 중기 강릉대도호부. 연곡현, 우계현 2현을 합속하였다.
- 1906년 강릉군 관할. 임계·도암면이 정선군으로, 진부·봉평·대화면을 평창군으로, 내면이 인제군으로 각각 이관함.

일제강점기
- 1914년 4월 1일: 북1리면, 북2리면, 남1리면을 합쳐 군내면(郡內面)으로, 남1리면, 남2리면을 성남면(城南面)으로 개편[1]

13면 - 군내면, 덕방면, 성남면, 자가곡면, 정동면, 사천면, 상구정면, 하구정면, 성산면, 연곡면, 신리면, 옥계면, 망상면
- 1916년 10월 1일: 군내면을 강릉면으로, 자가곡면을 강동면으로 개칭하였다.
- 1917년 11월 1일: 상구정면을 왕산면으로, 하구정면을 구정면으로 개칭하였다.
- 1920년 11월 1일: 성남면, 덕방면을 성덕면으로 합면하고, 성남면에서 나뉜 일부를 정동면에 편입 (12면)
- 1931년 4월 1일: 강릉면을 강릉읍으로 승격하였다.[2] (1읍 11면)
- 1937년 4월 1일: 신리면을 주문진면으로 개칭하였다.
- 1938년 9월 1일: 정동면을 경포면으로 개칭하였다.
- 1940년 11월 1일: 주문진면을 주문진읍으로 승격하였다.[3] (2읍 10면)
- 1942년 10월 1일: 망상면을 묵호읍으로 승격하였다.[4] (3읍 9면)

대한민국
- 1945년 9월 16일: 38선 이남의 양양군을 강릉군에 편입하였다. (3읍 12면)
- 1954년: 법률 제350호로 수복지구임시행정조치법 시행에 따라 현북면과 서면을 양양군에 편입하였다. (3읍 10면)
- 1955년 9월 1일: 강릉읍, 성덕면, 경포면 등을 합쳐 강릉시로 승격하고, 강릉군을 명주군으로 개칭하였다.[5] (2읍 8면)
- 1963년 1월 1일: 현남면이 현 양양군에 편입 (2읍 7면)
- 1965년 4월: 옥포동을 옥천동과 포남동으로, 입암동을 두산동으로 분동하였다.
- 1973년 7월 1일: 왕산면 남곡리, 구절리가 정선군 북면으로 편입됨[6]
- 1980년 4월 1일: 명주군 묵호읍과 삼척군 북평읍을 합쳐 동해시로 승격 (1읍 7면)
- 1983년 2월 15일: 구정면 언별리가 강동면으로 편입되었고, 구정면 산북리가 성산면으로 편입되었다.[7]
- 1983년 10월 1일: 남문동과 성남동을 중앙동으로 합동하고, 교동을 교1동과 교2동으로 분동하였다.
- 1995년 1월 1일: 강릉시 일원과 명주군 일원을 관할로 도농복합형태의 강릉시가 설치되었다.[8]
- 1995년 3월 2일: 포남동을 포남1동과 포남2동으로 분동하였다.
- 1998년 10월 1일: 중앙동과 임당동을 중앙동으로, 장현·노암·월호평동을 강남동으로, 입암동과 두산동을 성덕동으로, 유천·죽헌·운정·저동을 통합하여 경포동이라 한다.
- 2001년 12월 17일: 강릉시 홍제동 1001번지로 이전 개청
- 2006년 10월 4일: 강릉시 월호평동 일부를 학동으로 편입함
- 2007년 12월 26일: 강릉시 금학동의 일부와 임당동의 일부를 옥천동으로 편입함
- 2009년 1월 4일: 강릉시 성산면 금산리 일부(영동대학)을 홍제동으로 편입함
- 2009년 12월 23일: 강릉시 사천면 방동리 일부를 대전동으로 편입하는 대신에 강릉시 대전동 일부를 사천면 방동리로 편입함.
- 2011년 7월 29일: 시청사 도로명 주소 부여, 강릉대로 33(홍제동)
- 2014년 1월 8일: 유천보금자리주택 사업지구 내 3개의 법정동 행정구역(유천동, 홍제동, 교동)을 2개의 법정동(유천동, 홍제동) 구역으로 관할 경계 조정함.
- 2017년 9월 13일: 강릉시 사천면 산대월리를 산대월1리, 산대월2리로 나눔.
- 2018년 6월 27일: 강릉시 사천면 산대월1리, 산대월2리를 산대월리, 순포리로 명칭변경.
- 2022년 2월 3일: 강릉시 구정면 여찬리를 여찬1리, 여찬2리로 나눔.

## 지리

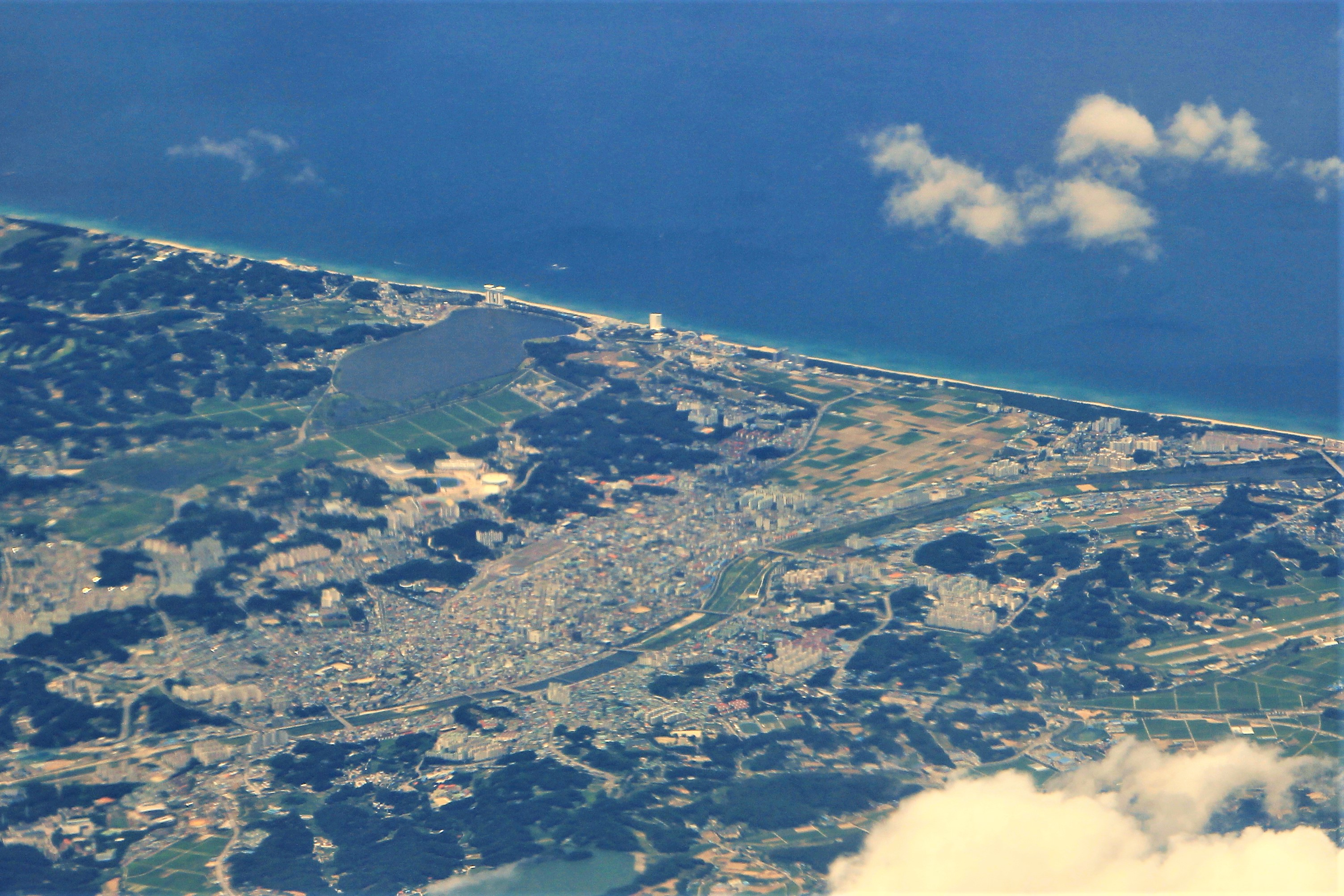
강릉시의 항공사진.

영동 해안의 중앙에 위치하며 배후에 태백산맥의 오대산(五臺山, 1563m)·황병산(黃柄山, 1,407m)·대관령(大關嶺, 832m) 등을 지고 전면에 동해를 바라보는 남대천 좌안에 발달하였다. 부근 일대는 남대천이 퇴적한 동해안 유수의 대평야이며 산자수명한 곳으로 전체가 화강암으로 되어 있다.
강릉시엔 경포대가 있는 것으로 알려져 있는 경포호라는 호수 하나가 존재한다.
동쪽은 동해에 접해 있고, 서쪽은 평창군, 남쪽은 동해시, 북쪽은 양양군에 접해 있다.

### 위치
한반도의 허리인 태백산맥 동쪽 중앙에 위치해 있다. 동쪽은 동해가 있으며, 서쪽으로는 홍천군 내면, 평창군 진부면 및 대관령면과 각각 접하고 있고 남쪽으로는 동해시, 정선군 임계면과 맞닿아 있으며 북면에 북쪽으로는 양양군 현북면과 현남면과 닿아 있는 등 강원도내 5개 시, 군과 경계를 이루고 있다.
강릉시의 해안선은 64.5km로 강원도 해안선 318km 중 20.2%를 점유하고 있다. 서쪽으로는 오대산, 대관령, 석병산 등 1,000m이상의 높은 태백산맥과 접하고 있으며 서에서 동으로 3개의 산맥이 뻗어 있으며 그 중앙에 남대천이 흐른다.

### 면적
강릉시 총 면적은 지난 1995년 강릉시와 명주군의 통합으로 1,040.4km2로 강원도 16,875km2의 약 6.2%를 차지하고 있으며 인구밀도는 1km2당 207명(2019년말 기준)이며 강원도 평균 인구밀도 91.4명 보다 2.3배 정도 높으며, 강원도내 타 시군과 비교하면, 속초시(786.8명), 동해시(528명), 원주시(372.3명), 춘천시(245.8)에 이어 5번째로 인구밀도가 높은 것으로 나타났다.
또한 강릉시는 전체면적 중 임야가 80.5%(837.36km2), 논이 4.9%(51.17km2)로 구성되어 있어 산지를 제외한 이용가능 지역은 상당히 적어 도시성장의 제약이 되고 있다.

### 기후
강릉은 온난 습윤 기후(쾨펜의 기후 구분 Cfa)에 속한다. 또한 강릉은 동쪽으로 동해와 접해 있어 해양성 기후에 가까운 특성을 보인다. 이러한 특성 때문에 위도에 비하여 겨울철은 온난하고 여름철은 비교적 시원한 편이어서 연교차가 작은 편에 속한다. 연 평균 기온은 13.5°C, 1월 평균 기온은 0.9°C, 8월 평균 기온은 25.0°C이고, 연 평균 강수량은 1444.9mm이다. 특히 겨울철에 서해안보다 온난한 원인으로 북서계절풍이 태백산맥을 넘어 발생하는 푄 현상도 한몫하고 있다.
강수량은 다른 지방에 비하여 여름에 적고, 봄·가을·겨울에 많은 것이 특징이며 영서 지방보다 많은 편이다. 간혹 북동기류의 장시간 유입시 겨울철은 대설, 여름철은 지속적인 강우와 저온 현상이 나타나는 경우도 있다. 특히 1956년 적설량은 120cm 이상을 기록하여 인명피해를 내고 교통 통신이 일시 마비된 일도 있다.
겨울과 봄철에는 강풍과 함께 건조하여 산불이 발생하면 대형 산불로 이어지는 경향이 있다.
| 강릉기상관측소 (강릉시 용강동, 해발 27.12m)의 기후      | 강릉기상관측소 (강릉시 용강동, 해발 27.12m)의 기후 | 강릉기상관측소 (강릉시 용강동, 해발 27.12m)의 기후 | 강릉기상관측소 (강릉시 용강동, 해발 27.12m)의 기후 | 강릉기상관측소 (강릉시 용강동, 해발 27.12m)의 기후 | 강릉기상관측소 (강릉시 용강동, 해발 27.12m)의 기후 | 강릉기상관측소 (강릉시 용강동, 해발 27.12m)의 기후 | 강릉기상관측소 (강릉시 용강동, 해발 27.12m)의 기후 | 강릉기상관측소 (강릉시 용강동, 해발 27.12m)의 기후 | 강릉기상관측소 (강릉시 용강동, 해발 27.12m)의 기후 | 강릉기상관측소 (강릉시 용강동, 해발 27.12m)의 기후 | 강릉기상관측소 (강릉시 용강동, 해발 27.12m)의 기후 | 강릉기상관측소 (강릉시 용강동, 해발 27.12m)의 기후 | 강릉기상관측소 (강릉시 용강동, 해발 27.12m)의 기후 |
| 월                                                      | 1월                                                | 2월                                                | 3월                                                | 4월                                                | 5월                                                | 6월                                                | 7월                                                | 8월                                                | 9월                                                | 10월                                               | 11월                                               | 12월                                               | 연간                                               |
| ------------------------------------------------------- | -------------------------------------------------- | -------------------------------------------------- | -------------------------------------------------- | -------------------------------------------------- | -------------------------------------------------- | -------------------------------------------------- | -------------------------------------------------- | -------------------------------------------------- | -------------------------------------------------- | -------------------------------------------------- | -------------------------------------------------- | -------------------------------------------------- | -------------------------------------------------- |
| 역대 최고 기온 °C (°F)                                  | 18.7 (65.7)                                        | 21.4 (70.5)                                        | 27.1 (80.8)                                        | 33.6 (92.5)                                        | 35.5 (95.9)                                        | 37.0 (98.6)                                        | 39.4 (102.9)                                       | 38.9 (102.0)                                       | 35.8 (96.4)                                        | 32.8 (91.0)                                        | 29.1 (84.4)                                        | 21.8 (71.2)                                        | 39.4 (102.9)                                       |
| 일평균 최고 기온 °C (°F)                                | 5.3 (41.5)                                         | 7.1 (44.8)                                         | 11.7 (53.1)                                        | 17.9 (64.2)                                        | 22.7 (72.9)                                        | 25.4 (77.7)                                        | 28.1 (82.6)                                        | 28.6 (83.5)                                        | 24.6 (76.3)                                        | 20.3 (68.5)                                        | 14.0 (57.2)                                        | 7.7 (45.9)                                         | 17.8 (64.0)                                        |
| 일일 평균 기온 °C (°F)                                  | 0.9 (33.6)                                         | 2.7 (36.9)                                         | 7.0 (44.6)                                         | 13.1 (55.6)                                        | 17.9 (64.2)                                        | 21.3 (70.3)                                        | 24.7 (76.5)                                        | 25.0 (77.0)                                        | 20.5 (68.9)                                        | 15.6 (60.1)                                        | 9.5 (49.1)                                         | 3.3 (37.9)                                         | 13.5 (56.3)                                        |
| 일평균 최저 기온 °C (°F)                                | −2.7 (27.1)                                        | −1.3 (29.7)                                        | 2.6 (36.7)                                         | 8.2 (46.8)                                         | 13.3 (55.9)                                        | 17.5 (63.5)                                        | 21.6 (70.9)                                        | 21.9 (71.4)                                        | 17.0 (62.6)                                        | 11.5 (52.7)                                        | 5.6 (42.1)                                         | −0.5 (31.1)                                        | 9.6 (49.3)                                         |
| 역대 최저 기온 °C (°F)                                  | −20.2 (−4.4)                                       | −15.9 (3.4)                                        | −11.7 (10.9)                                       | −3.5 (25.7)                                        | −0.8 (30.6)                                        | 6.0 (42.8)                                         | 11.3 (52.3)                                        | 13.7 (56.7)                                        | 6.3 (43.3)                                         | −1.9 (28.6)                                        | −9.3 (15.3)                                        | −15.3 (4.5)                                        | −20.2 (−4.4)                                       |
| 평균 강수량 mm (인치)                                   | 47.9 (1.89)                                        | 48.0 (1.89)                                        | 65.1 (2.56)                                        | 81.9 (3.22)                                        | 79.2 (3.12)                                        | 118.5 (4.67)                                       | 250.2 (9.85)                                       | 292.9 (11.53)                                      | 229.3 (9.03)                                       | 113.9 (4.48)                                       | 81.1 (3.19)                                        | 36.9 (1.45)                                        | 1,444.9 (56.89)                                    |
| 평균 강수일수 (≥ 0.1 mm)                                | 6.2                                                | 5.7                                                | 8.8                                                | 8.9                                                | 9.1                                                | 10.8                                               | 16.0                                               | 16.4                                               | 11.8                                               | 7.8                                                | 7.3                                                | 4.6                                                | 113.4                                              |
| 평균 상대 습도 (%)                                      | 46.8                                               | 49.2                                               | 52.8                                               | 52.2                                               | 59.3                                               | 69.3                                               | 74.7                                               | 76.4                                               | 73.0                                               | 61.5                                               | 52.7                                               | 45.6                                               | 59.5                                               |
| 평균 월간 일조시간                                      | 190.2                                              | 182.2                                              | 199.3                                              | 209.6                                              | 218.7                                              | 176.9                                              | 148.9                                              | 151.3                                              | 162.1                                              | 192.5                                              | 175.2                                              | 189.7                                              | 2,196.6                                            |
| 출처: 기상청 (평년값: 1991년~2020년, 극값: 1911년~현재) |                                                    |                                                    |                                                    |                                                    |                                                    |                                                    |                                                    |                                                    |                                                    |                                                    |                                                    |                                                    |                                                    |

보통 강릉 지역은 내륙지방이나 서해지방보다 겨울철에 온도가 더 높다. 왜냐하면 기본적으로 해안지방은 내륙지방보다 기온이 더 높다. 바다의 온도가 육지의 온도보다 더 높기 때문이다. 서해지방보다 겨울철에 온도가 더 높은 이유는 두 가지 이유를 꼽을 수 있다. 첫째는 태백산맥이 시베리아의 북서계절풍을 막아주어서 차가운 바람이 차단되기 때문이고, 두 번째는 동해의 수온이 서해의 수온보다 더욱 따뜻하기 때문이다.

### 임야와 산림
홍천군, 평창군, 강릉시 경계 지역에 오대산 국립공원이 소재하고 있다. 강릉시 면적의 80.4%가 임야이다.

### 강과 하천
강릉시의 모든 하천은 동해로 흐르는 하천이다. 강릉시를 유역으로 하는 하천으로는 연곡천, 사천, 남대천, 섬석천, 경포천, 군선강, 시동천, 주수천, 정동천, 낙풍천이 있다.

## 지질

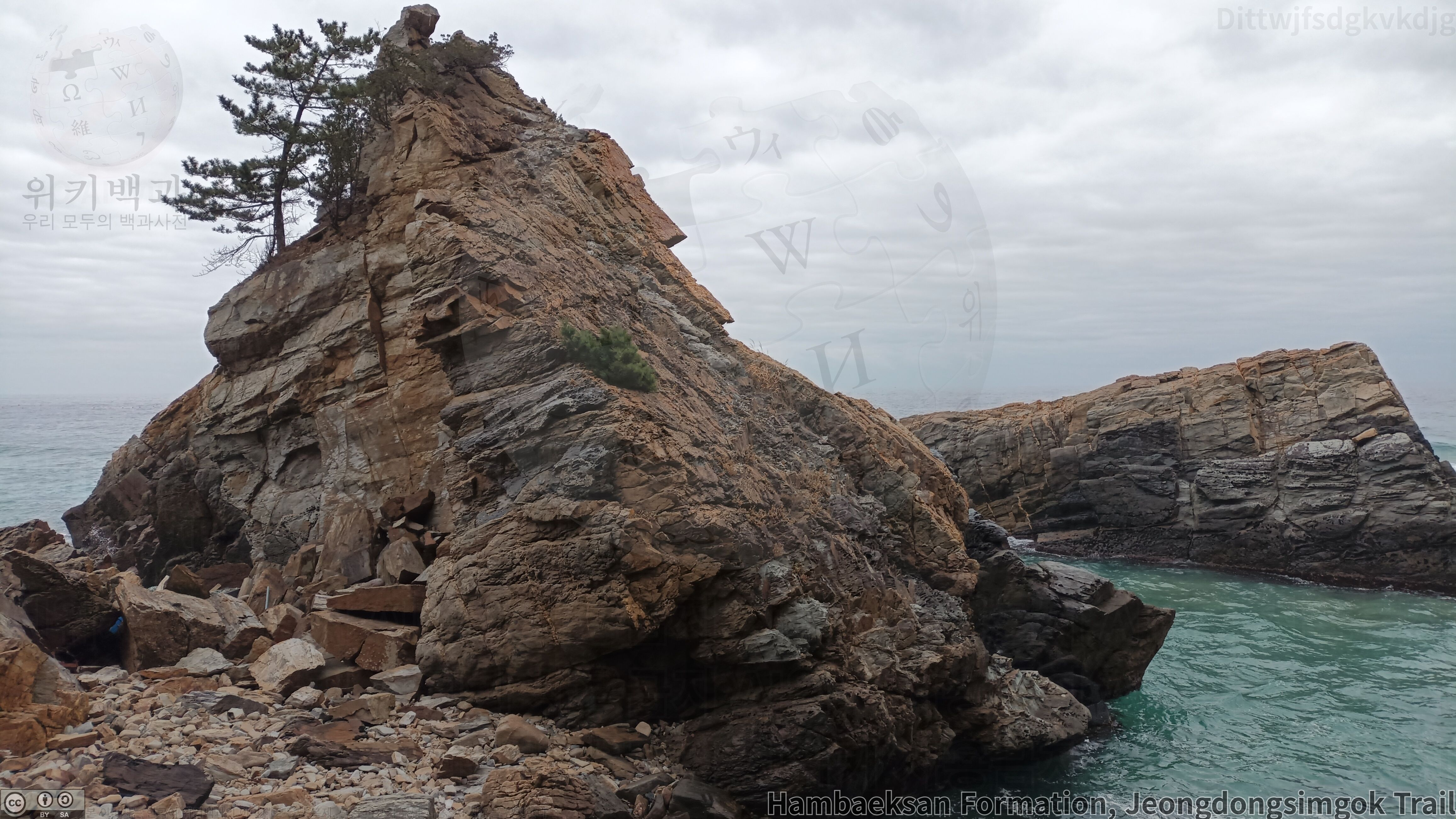
정동심곡바다부채길과 평안 누층군

강릉 지역은 옥천대의 북동부인 경기 지괴와의 경계부에 위치하며, 분포하는 지질에 따라서 전체적으로 강릉 북부 지역의 중생대 화강암 지역과 강릉 남부 강릉탄전 지역의 고생대 퇴적암 지역으로 나눌 수 있다. 선캄브리아기의 암석은 북서쪽 끝 지역에만 분포한다.

### 평안 누층군과 강릉탄전 및정동심곡바다부채길
안인리에서 묵호동에 이르는 동해안 일대와, 대관령 동방 4 km 지역에서부터 강릉 남방 12 km 지점인 만덕봉 부근에까지 이르는 지역은, 석탄(무연탄)이 산출되어 소위 강릉탄전(江陵炭田)으로 불리는 지역이다. 강릉탄전 지역에 분포하는 고생대 퇴적암은 하부로부터 고생대 초 오르도비스기의 석병산층, 고생대 말 석탄기의 만항층, 금천층과 페름기의 장성층, 함백산층, 망덕산층, 언별리층으로 구성된다. 이중 석병산층은 조선 누층군에, 나머지는 평안 누층군에 해당한다. 강동면 심곡리의 정동심곡바다부채길을 따라 평안 누층군의 노두를 자세히 관찰할 수 있다.
| 지층명   | 구성 암석                                                                               | 두께 (m) |
| -------- | --------------------------------------------------------------------------------------- | -------- |
| 언별리층 | 담녹회색/백색 사암, 담녹색 셰일                                                         | 250      |
| 망덕산층 | 암회색 사암, 셰일                                                                       | 250      |
| 함백산층 | 유백색/(담)회색/담녹색의 (극)조립사암, 담녹색-(녹)회색 세립사암, 흑색/암회색 셰일, 사암 | 200      |
| 장성층   | (암)회색 중-조립사암, 암회색/흑색사암, 무연탄                                           | 150      |
| 금천층   | 암회색 사암, 흑색 세립질사암, 사질셰일, 셰일, 석회암                                    | 80~120   |
| 만항층   | 저색/녹색/회색 셰일, 녹회색 세립/조립사암, (녹)회색 셰일, 실트스톤, 석회암              | 300      |

### 신생대해안 단구층
해안단구는 강릉시 강동면 안인진리에서부터 정동진을 거쳐 심곡리까지 해안에 접하여 잘 발달한다. 여러 층준의 해안단구가 인식된다고 보고되고 있으나, 가장 전형적이고 규모가 큰 것은 정동진 이남에 분포하는 것들이다. 특히 강동면 심곡항을 중심으로 남북으로 길게 분포하는 정동진 해안단구는 천연기념물 제437호로 지정되어 있다. 정동진 해안단구는 해발고도 75 m에서 85 m 사이에 위치하며, 대략 4 km의 길이와 1 km의 폭을 보인다. 정동진 지역의 해안단구층은 분급이 좋지 않고 원마도가 높은 사력들로 주로 구성되며, 정동진 해안단구의 북단에서 상부 평안 누층군과 단구층과의 경계를 볼 수 있다. 상부 평안누층군은 정동진 해안단구층의 기저를 이루고 있으며, 해안을 따라서 수직의 단구애를 형성하고 있다. 단구애를 형성하고 있는 상부 평안 누층군은 북동방향의 주향과 북서쪽으로 약 30° 경사하는 매우 일정한 방향성을 보여준다. 정동진의 해안단구면은 5개의 단구면이 나타나며, 적어도 다섯 차례 이상의 간빙기를 겪은 것으로 알려져 있다. 정동진 해안단구층의 형성시기는 제3기 말에서 제4기 초로 알려져 있다.

## 행정 구역
강릉시의 행정 구역은 1읍 7면 13행정동(39법정동), 151행정리(65법정리), 503통 2,788반이다. 강릉시의 총 면적은 1995년 강릉시와 명주군의 통합으로 1,040km2이고, 강원도 면적의 6.2%를 차지하고 있다. 인구는 215,911명, 99,086세대이다. 남녀 성비는 0.98이다.
| 읍면동   | 한자     | 면적(km2) | 인구    | 세대   | 행정구역 |
| -------- | -------- | --------- | ------- | ------ | -------- |
| 주문진읍 | 注文津邑 | 60.55     | 16,754  | 8,903  |          |
| 성산면   | 城山面   | 80.18     | 3,456   | 1,677  |          |
| 왕산면   | 王山面   | 245.71    | 1,645   | 908    |          |
| 구정면   | 邱井面   | 42.81     | 4,116   | 1,896  |          |
| 강동면   | 江東面   | 112.80    | 4,541   | 2,306  |          |
| 옥계면   | 玉溪面   | 148.83    | 3,718   | 1,930  |          |
| 사천면   | 沙川面   | 70.90     | 4,587   | 2,273  |          |
| 연곡면   | 連谷面   | 202.53    | 6,668   | 3,234  |          |
| 홍제동   | 洪濟洞   | 3.86      | 15,580  | 7,017  |          |
| 중앙동   | 中央洞   | 1.00      | 5,252   | 2,905  |          |
| 옥천동   | 玉泉洞   | 0.58      | 3,457   | 1,977  |          |
| 교1동    | 校1洞    | 2.90      | 26,522  | 11,152 |          |
| 교2동    | 校2洞    | 2.40      | 8,092   | 3,739  |          |
| 포남1동  | 浦南1洞  | 1.28      | 10,777  | 5,218  |          |
| 포남2동  | 浦南2洞  | 2.58      | 13,636  | 6,379  |          |
| 초당동   | 草堂洞   | 2.89      | 4,986   | 2,336  |          |
| 송정동   | 松亭洞   | 3.49      | 7,907   | 3,233  |          |
| 내곡동   | 內谷洞   | 4.96      | 17,609  | 7,909  |          |
| 강남동   | 江南洞   | 16.08     | 18,699  | 8,269  |          |
| 성덕동   | 城德洞   | 11.40     | 29,130  | 11,750 |          |
| 경포동   | 鏡浦洞   | 23.06     | 8,779   | 4,075  |          |
| 강릉시   | 江陵市   | 1,040     | 215,911 | 99,086 |          |

## 인구
강릉시(에 해당하는 지역)의 연도별 인구 추이이다. 1990년 자료까지는 강릉시+명주군 자료이다.
| 연도   | 총인구    |  |
| ------ | --------- |  |
| 1966년 | 219,065명 |  |
| 1970년 | 229,581명 |  |
| 1975년 | 233,878명 |  |
| 1980년 | 203,247명 |  |
| 1985년 | 217,107명 |  |
| 1990년 | 228,934명 |  |
| 1995년 | 220,246명 |  |
| 2000년 | 227,856명 |  |
| 2005년 | 220,706명 |  |
| 2010년 | 217,481명 |  |
| 2015년 | 215,581명 |  |
| 2020년 | 213,321명 |  |

## 문화와 관광

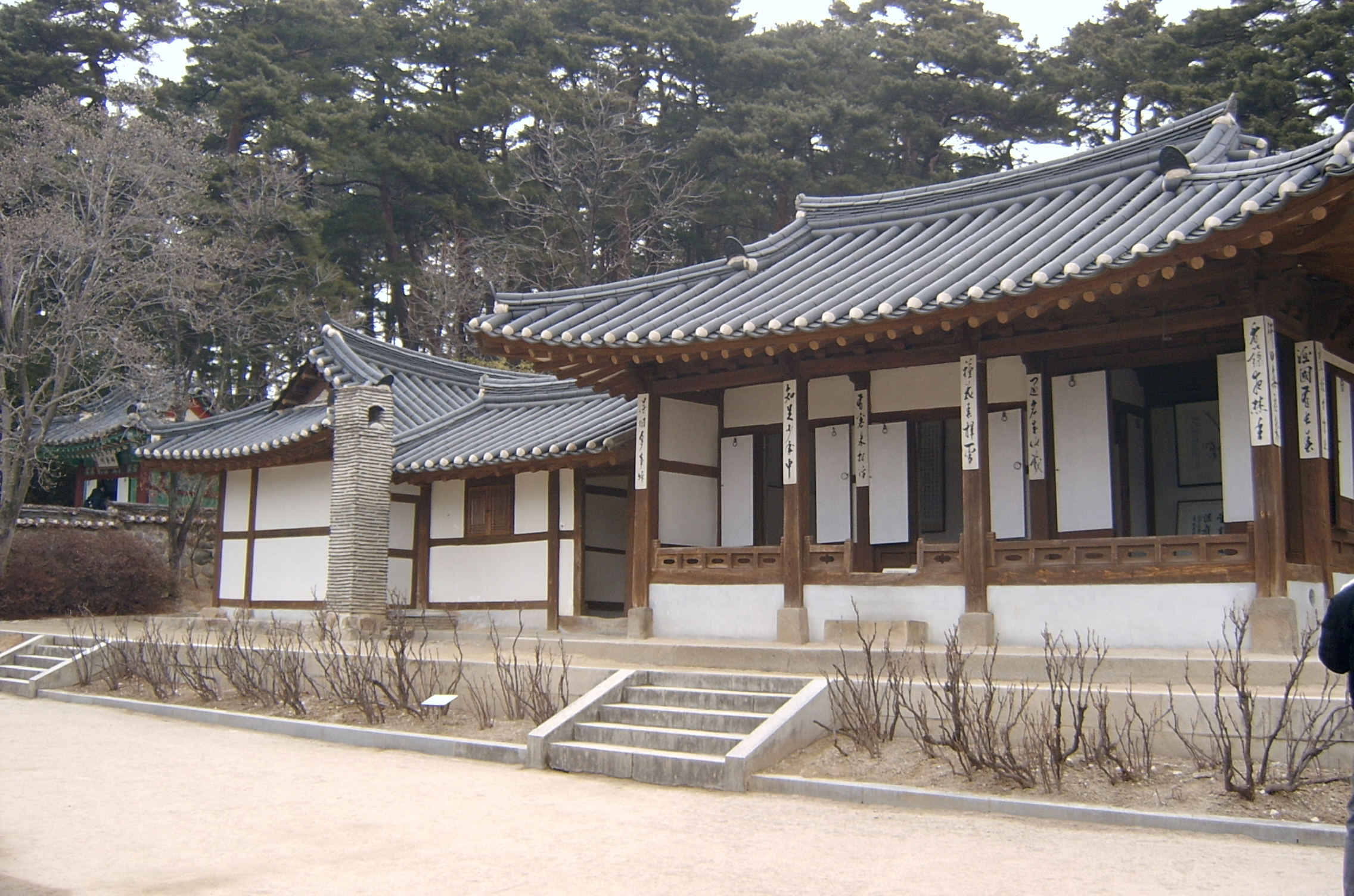
오죽헌

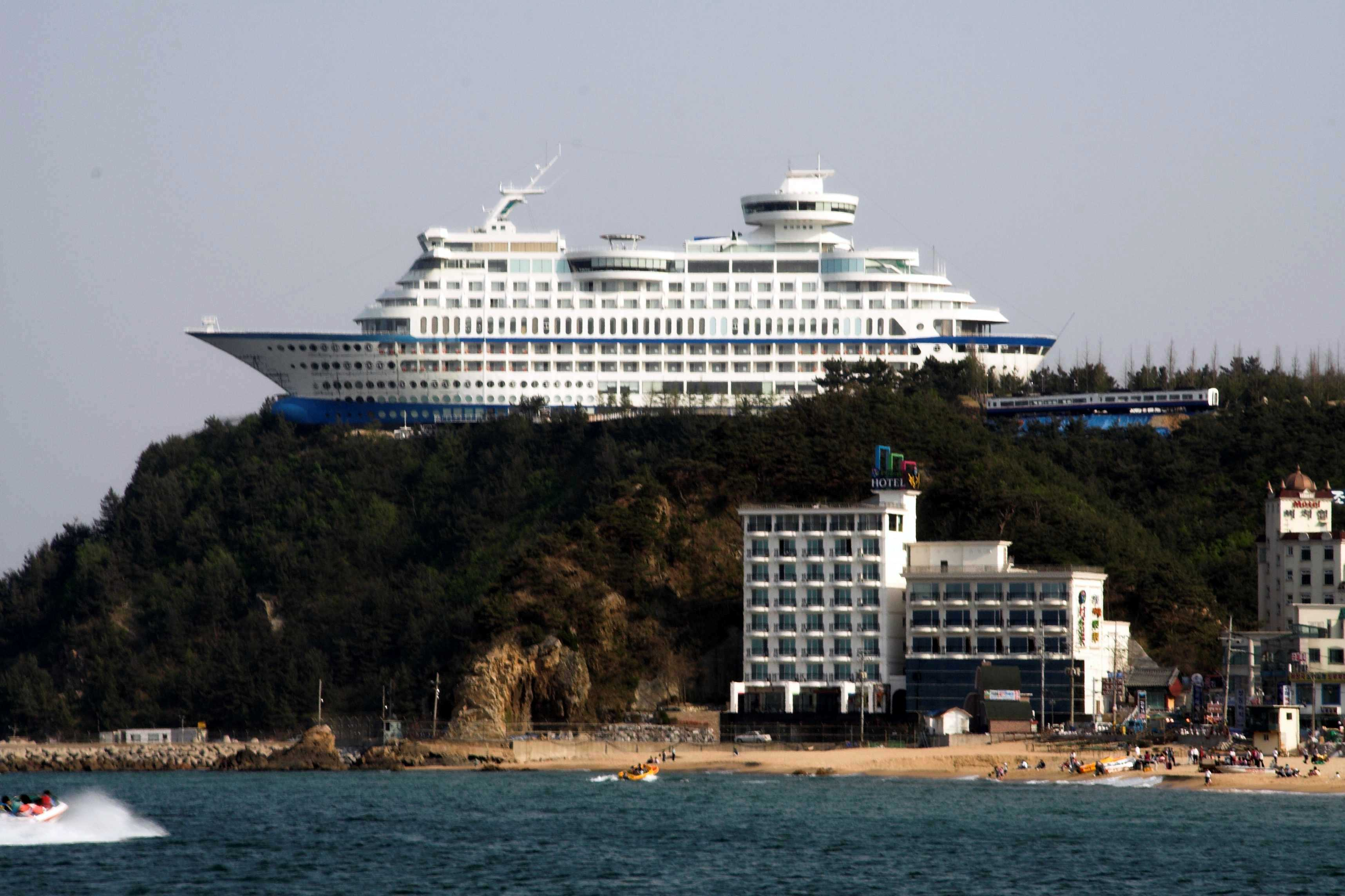
정동진 썬크루즈 호텔

명승지인 소금강과 대관령, 해수욕장으로 주문진·연곡·사천·안인·등명·옥계 해수욕장 등 총 40여곳의 해수욕장이 있어 연간 100만 명 이상의 관광객이 찾아든다. 부근에는 관동팔경의 하나인 경포대를 비롯하여 율곡 선생과 신사임당이 거처하던 오죽헌·객사문(국보 제51호)·당간지주·금란정·경호정·해수욕장 등 많은 관광자원이 있어 전국적인 관광휴양지로 되어 관광객이 끊임 없다.
매해 1월 1일 새해엔 경포대와 정동진에서 해돋이 축제가 열리며, 해마다 음력 5월에는 세계무형유산인 강릉단오제가 열리는 등 다양한 지역 축제도 열린다.

### 박물관 및 미술관
강릉시 내엔 15개 박물관이 소재한다.
- 강릉시립박물관[24]
- 대관령박물관[25]
- 강릉시립미술관
- 강릉원주대학교 박물관
- 강릉아트센터(복합전시 및 공연시설)[26]
- 커피박물관[27]

일반 전시관에는 1관 커피 역사문화관, 2관 커피 로스터 & 그라인더관, 3관 커피 추출관, 4관 커피나무 재배관, 5관 커피 시음관이, 특별관에는 스털링실버 커피앤틱관, 커피컵 컬렉션관이 있으며 그 외에 커피 체험관, 커피 교육관, 뮤지엄 카페 등의 시설이 있다.

### 문화재
강릉시엔 총 128개의 유, 무형문화재가 소재해 있다. 그 중 국가지정문화재는 34개이며 도지정문화재는 58개이다.
강릉시의 국보로는 강릉 임영관 삼문이 있다. 이 문은 고려시대에 지은 강릉 객사의 정문으로, 임영관 삼문은 고려 말에 지어진 것으로 현존하는 가장 오래된 문으로 강원도 내 건축물 중 유일하게 국보로 지정된 문화재이다.
오죽헌은 신사임당과 율곡 이이의 생가이다. 한국 건축물 중에서 오래된 축에 속하며, 조선시대 양반집 모습을 그대로 보존한 희귀한 사례인 등을 인정받아 보물 165호로 지정되었다.
신라 문성왕 13년(851)에 범일국사가 창건한 강릉 굴산사지는 대한민국의 사적 제448호로 지정되어 있으며, 절터 내부엔 보물로 지정되어 있는 보물 제85호 승탑과 보물 제86호 당간지주, 강원도 문화재자료 제38호로 지정되어 있는 석불좌상이 있다.
| 총계 | 국가지정문화재 | 국가지정문화재 | 국가지정문화재 | 국가지정문화재 | 국가지정문화재 | 국가지정문화재 | 국가지정문화재 | 국가지정문화재 | 도지정문화재 | 도지정문화재 | 도지정문화재 | 도지정문화재 | 등록문화재 | 문화재자료 |
| 총계 | 소계           | 국보           | 보물           | 사적           | 천연기념물     | 국가민속문화재 | 명승           | 국가무형       | 소계         | 유형         | 무형         | 기념물       | 등록문화재 | 문화재자료 |
| 128  | 34             | 1              | 16             | 3              | 5              | 1              | 4              | 2              | 58           | 39           | 5            | 14           | 2          | 2          |

대표적인 국보/보물급 문화재는 다음과 같다.
- 강릉 임영관 삼문 (국보 제51호)
- 강릉 한송사지 석조보살좌상 (보물 제81호)
- 강릉 대창리 당간지주 (보물 제82호)
- 강릉 수문리 당간지주 (보물 제83호)
- 강릉 신복사지 석조보살좌상 (보물 제84호)
- 강릉 굴산사지 승탑 (보물 제85호)
- 강릉 굴산사지 당간지주 (보물 제86호)
- 강릉 신복사지 삼층석탑 (보물 제87호)
- 오죽헌 (보물 제165호)
- 해운정 (보물 제183호)
- 강릉 보현사 낭원대사탑 (보물 제191호)
- 강릉 보현사 낭원대사탑비 (보물 제192호)
- 강릉향교 대성전 (보물 제214호)
- 이이 수고본 격몽요결 (보물 제602호)
- 문무잡과방목 (보물 제603호)
- 명안공주 관련 유물 (보물 제1220호)
- 황기로 초서-이군옥시 (보물 제1625-1호)

### 종교시설
강릉 임당동성당은 한국의 로마 가톨릭 성지 중 하나이다. 1950년대 강원도의 성당 건축 양식을 보여주는 대표적인 건축물로 대한민국의 등록문화재 457호로 등록되었다.
강릉시에 소재하고 있는 대표적인 사찰로는 등명락가사, 금강사, 법왕사, 보현사, 용연사, 현덕사가 있다.

### 축제
- 경포해돋이축제 (매년 1월 1일)
- 정동진해돋이축제 (매년 1월 1일)
- 강릉단오제 (매년 음력 5월 초순)
  - 강릉정기전
- 장덕리복사꽃축제 (매년 4월 중순)
- 주문진오징어축제 (매년 10월)
- 소금강청학제 (매년 10월)
- 대현율곡이이선생제 (매년 10월)
- 강릉커피축제 (매년 10월)
- 경포바다마라톤대회 (매년 9월)

### 해수욕장·석호

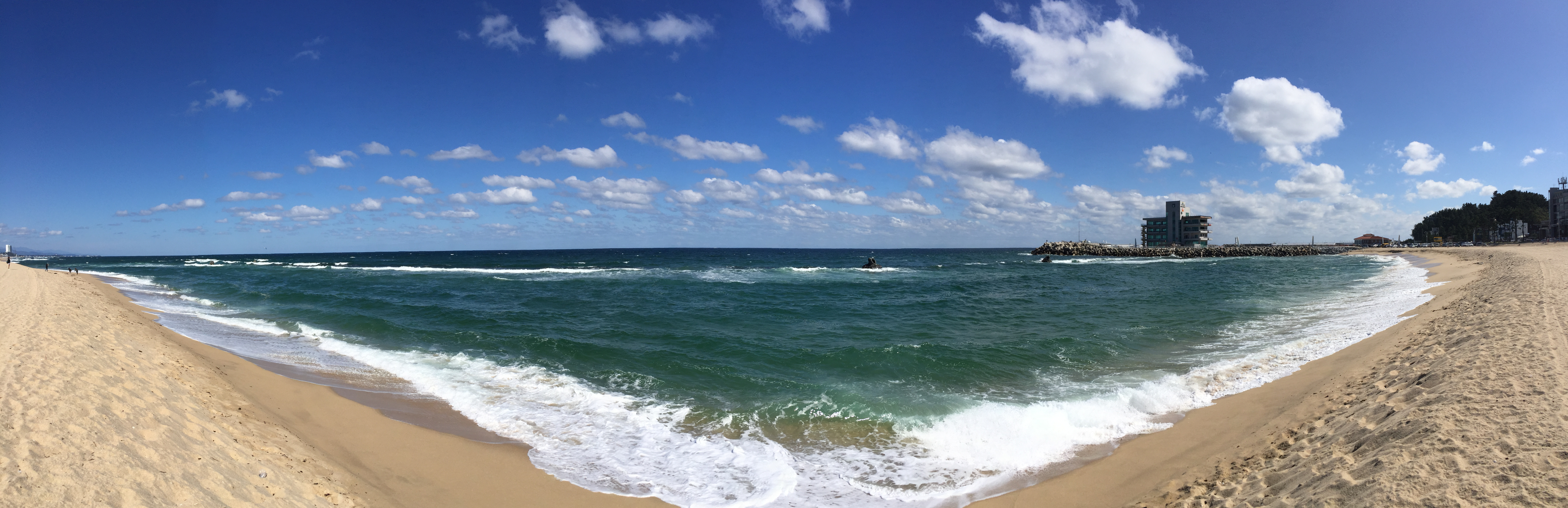
안목해변

강릉시에는 정동진 해변 외에도, 안목해변, 경포해변, 강문해변, 사천해변, 주문진해변, 옥계해변, 영진해변, 송진해변 등등 총 18개의 해변이 존재한다. 한편 동해안에 잘 발달된 해안 지형인 석호는 강릉시에도 잘 발달되어있는데, 대표적으로 경포호, 향호 등이 있다.

### 바닷길
동해안을 따라가는 해파랑길 35~40구간이 강릉시 내에 있다. 정동심곡바다부채길은 강릉시 강동면 심곡리에서 정동진까지 설치되어 있으며 해안의 평안 누층군 절벽을 관찰할 수 있다.

### 음식
강릉시에선 강릉시의 특선음식을아 '강릉특선음식 10선'을 지정하였다. 이 음식은 삼계 옹심이, 째복 옹심이, 크림감자옹심이, 초당 두부 밥상, 초당두부탕수, 두부삼합, 두부샐러드, 바다해물밥상, 해물삼선비빔밥, 해물뚝배기이다.

## 스포츠

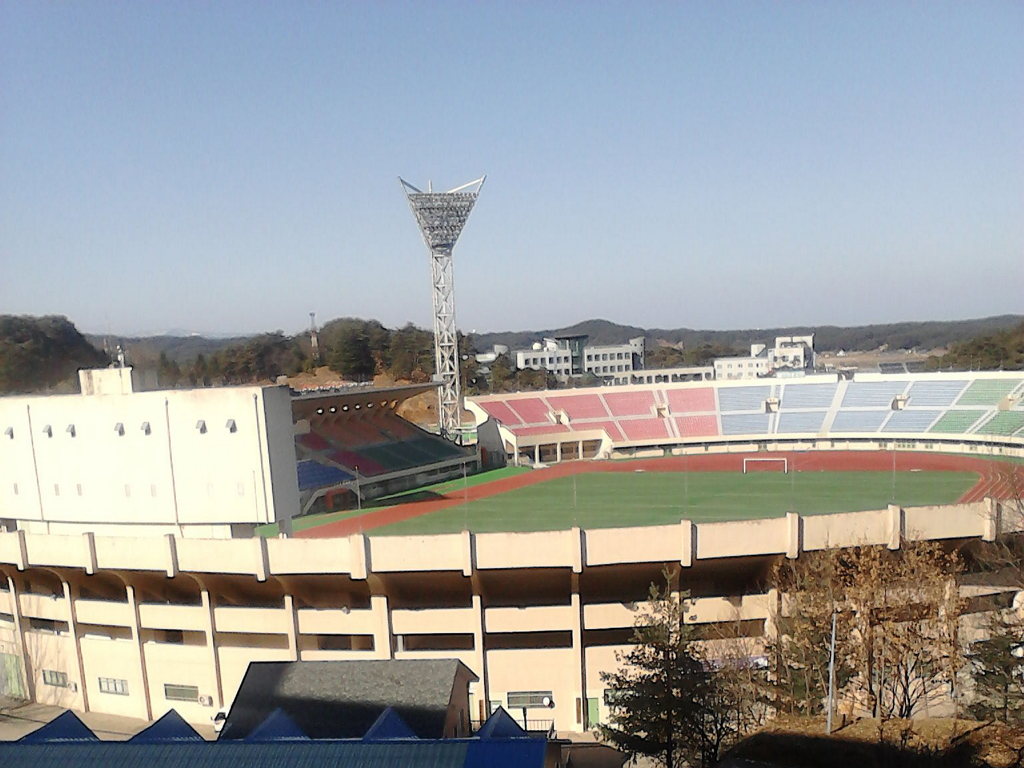
강릉시의 강릉종합운동장 전경.

강릉종합운동장을 주 경기장으로 사용하는 축구 클럽 강원 FC가 K리그 클래식에서 활약하고 있었으나 2017년 시즌 이후 사용이 종료되었다. 또한 이 운동장은 내셔널리그의 강릉시청 축구단이 홈구장으로 사용하기도 하고 있다. 1976년부터 단오절마다 개최되는 강릉제일고등학교와 강릉중앙고등학교 축구부의 경기인 농상전이 유명세를 떨치고 있다.
2018년 평창 동계 올림픽에서는 피겨 스케이팅, 쇼트트랙, 스피드 스케이팅, 아이스하키, 컬링 경기가 개최되었으며, 2014년 7월 17일엔 강릉시 교동에서 강릉 빙상경기장 착공식이 있었다. 강릉 빙상경기장들은 2016년 말에 완공되었다.
남대천 둔치 야구장을 강릉시 리틀야구단이 홈 구장으로 사용하고 있다.
2021년 12월에는 강릉시 리틀야구장이 완공되었다.
강릉의 빙상경기장들이 완공된 이후 2017년 세계 종목별 스피드 스케이팅 선수권 대회, 2017년 U-18 세계 아이스하키 선수권 대회, 2017년 4대륙 피겨 스케이팅 선수권 대회, 2017년 세계 주니어 컬링 선수권 대회와 2017년 세계 휠체어 컬링 선수권 대회가 이곳에서 개최되었다.

### 2018년 동계 올림픽
강릉시의 '강릉 코스탈 클러스터'에서는 2018년 동계 올림픽의 피겨 스케이팅, 쇼트트랙, 스피드 스케이팅, 아이스하키, 컬링 경기가 개최되었으며, 2018년 동계 패럴림픽의 휠체어 컬링, 아이스 슬레지 하키 경기가 열렸다. 빙상 경기가 열린 올림픽 스타디움은 다음과 같다.
- 강릉올림픽파크
  - 강릉 아이스 아레나 - 쇼트트랙 경기장
  - 강릉 하키 센터
  - 강릉 스피드 스케이팅 경기장
  - 강릉 컬링 센터
- 관동 하키 센터

이 외에도 강릉시 유천택지개발단지에 강릉 올림픽 선수촌 및 미디어촌이 건설되어 올림픽 운영을 지원한다. 조선민주주의인민공화국의 삼지연 관현악단의 "평창동계올림픽·패럴림픽 성공 기원 특별공연"이 2018년 2월 8일 강릉아트센터에서 열렸다.

## 산업
평야지대가 비교적 넓고 온난하며 강수량이 많아 농업이 활발하다. 그러므로 강릉을 차지하여 농업 도시의 색채를 띠고 있으며, 공업은 미약하고 3차산업이 과반수 이상을 차지하고 있다.

### 산업단지
강릉시엔 총 6개의 산업단지가 있다. 그 중 강릉과학산업단지는 일반지방산업단지로 지정되어 있다.
- 강릉과학산업단지
- 옥계일반산업단지
- 주문진 농공단지
- 주문진 제2농공단지
- 강릉중소지방산업단지
- 비철금속 특화산업단지

### 농림업
비옥한 충적평야가 있고 기후가 온난한 까닭에 쌀농사의 비율이 높으며, 그 외에 각종 농산물이 나며, 소·꿀 등의 집산이 성하다. 배후에 태백산맥의 거악(巨岳)을 지고 있어 남한의 임업 중심이 되어 있다. 임야 면적은 84,165ha이며, 입목지는 99%이다. 임산물로 밤·대추·버섯·산나물이 나며, 제재업과 축산업도 성하다.

### 수산업
주문진항은 천연적인 양항으로 속초항과 더불어 동해 북부지방의 어업중심지를 이룬다. 근해에 한류와 난류가 교차하여 어족이 풍부하다. 주요 어획물은 오징어·명태·꽁치 등이고, 그 밖에 해조류 미역 채취량이 많다. 이 수산물을 전문적으로 취급하는 상설시장인 주문진수산시장이 있다.

#### 어항
강릉시엔 국가어항으로 사천진항, 강릉항, 금진항 3곳이 존재한다. 지방어항으로는 소돌항, 영진항 2곳이 존재한다.

### 광공업
강릉시의 강릉탄전에는 무연탄과 흑연·금의 매장이 풍부하다. 강동면에 강릉탄광이 있었으나, 1989년에 시행된 석탄산업 합리화정책으로 폐광되었다.
공업에 있어서 대규모 공장으로는 제사공장이 있을 뿐 그밖에 중소 공장이 약간 있다. 1973년의 영동화력발전소 건설로 점차 공업도시화되고 있다. 대전동·사천면 방동리 일원 51만 4,000평의 부지에 2015년까지를 목표로 강릉과학산업단지를 착공했다. 이곳에 연구단지, 산업단지, 유통 및 건강체험단지, 지원시설단지, 공원단지 등이 들어섰다.

### 상업
영동 지방의 상업 중심지로서 공산품·생필품 등이 대체로 이 곳을 경유, 각 소비지에 공급되는데 대부분이 서울에서 반입된다. 1975년 서울·강릉간 영동고속도로가 개통되어 상품 교류가 크게 변모되었으며 공설시장은 중앙시장, 성남시장, 동부시장, 서부시장 4곳이 존재한다.

### 특산물
자연산 돌각·돌미역·젓갈류·오징어·황태·한과셋트·과줄·찹쌀흰강정 등이 유명하다.

## 교육

### 대학교
- 국립강릉원주대학교
- 가톨릭관동대학교

### 전문대학
- 강원도립대학교
- 강릉영동대학교

### 고등학교
| - 강릉고등학교 - 강릉명륜고등학교 - 강릉여자고등학교 | - 강일여자고등학교 - 강릉제일고등학교(구 강릉상업고등학교) - 강릉중앙고등학교(구 강릉농공고등학고) | - 강원예술고등학교 - 강릉정보공업고등학교 - 경포고등학교 | - 강릉문성고등학교 - 주문진고등학교 |

### 특수학교
- 강릉오성학교
- 강릉제일고등학교 부설 방송통신고등학교

## 교통

### 도로

#### 고속도로
고속도로는 인천과 강릉을 연결해 주는 영동고속도로와 속초시와 삼척시를 연결해주는 동해고속도로가 있다. 영동고속도로가 동서 방향으로 이어져 있으며, 동해고속도로가 시를 남북으로 관통해 지나간다. 서울특별시에서 약 2시간 30분 걸린다.
| 50 영동고속도로 | 대관령 나들목 ↔ 강릉 분기점                                                                                           |
| 65 동해고속도로 | 망상 나들목 ↔ 옥계 나들목 ↔ 남강릉 나들목 ↔ 강릉 나들목 ↔ 강릉 분기점 ↔ 북강릉 나들목 ↔ 남양양 나들목 ↔ 하조대 나들목 |

#### 국도 및 지방도
국도 제59호선, 국도 제35호선, 국도 제6호선 등이 있다.
| 6 | 진고개로 | 7 | 동해대로 | 35 | 경강로, 백두대간로 | 59 | 부연동길 |

| 410 | 노추산로, 왕산로 | 415 | 백두대간로, 경강로, 성연로 | 456 | 경강로 |

### 철도
철도는 영주시와 강릉시를 잇는 영동선이 지나가며, 역으로는 강릉역, 안인역, 정동진역, 옥계역이 있다. 과거에는 정동진역과 강릉역에 새마을호가 정차해 청량리역에서 5시간 반 걸렸으나 현재는 새마을호 운행이 중단되고 무궁화호만 운행해 시간이 6시간 걸린다.
2017년 KTX강릉선(경강선)이 개통되어 강릉역이 필수정차역으로 지정되었다. 이 덕분에 강릉역과 청량리역간 소요되는 시간이 기존 6시간에서 개통 이후 KTX 운행시 최소 90분으로 단축되었다.
| 영동선    | 망상역 ↔ 옥계역 ↔ 정동진역 ↔ 안인역↔ 강릉역 |
| KTX강릉선 | 진부역 ↔ 강릉역                             |

### 시내버스
강릉시엔 3개 권역을 바탕으로 수백 대의 버스가 강릉 각지를 운행하고 있다. 강릉시청에서 관리하며 운영은 각 운송회사에서 담당하는 형태로 이루어져 있다.

### 고속·시외버스
강릉시외버스터미널에서 시외버스를 운행하고 있으며, 강원도 최대 규모인 강릉고속버스터미널에서 6개 노선의 고속버스를 운행하고 있다.

### 택시
강릉시엔 총 589대가 택시 면허를 받아 영업을 하고 있다. 강릉시 택시의 기본요금은 2km까지 3,300원이다. 이후 2km부터 6km까진 152m당 100원이 부과되며, 6km 이후부턴 152m당 200원이 부과된다. 다만, 주문진권, 강동면, 옥계 지역은 예외지역으로 지정되어 복합할증 45% 인상이 적용된다.

### 항만
강릉항의 강릉항 여객터미널이 강릉-울릉 여객선을 취급하고 있다.

### 항공
항공 교통으로 강릉공항이 운행되었으나 2002년 양양국제공항에 여객운송권을 넘기고 민간공항으로의 기능을 폐쇄하였다. 지금은 제18전투비행단에서 사용중이다.

## 방송 · 언론
- KBS강릉방송국
- MBC강원영동 강릉방송국
- 영동방송(CJ헬로 영동방송)
- G1 방송 강릉방송국
- YTN 강릉지국

## 자매도시
강릉시의 자매도시는 대한민국 도시 8곳(서울특별시 강서구, 대전광역시 서구, 경기도 부천시, 대구광역시 북구, 서울특별시 서초구, 경상북도 안동시, 경기도 파주시, 충청남도 보령시), 대한민국 외 도시 8곳[일본 사이타마현 지치부시, 중화인민공화국(저장성 자싱시, 후베이성 징저우시, 쓰촨성 더양시), 러시아 이르쿠츠크주 이르쿠츠크시, 스페인 발렌시아주 알헤메시, 미국 버지니아주 라우던 카운티, 이탈리아 캄파니아주 나폴리현 소렌토시)]이 있다.
| 강릉시의 대한민국 자매결연도시(8개)    | 강릉시의 대한민국 자매결연도시(8개)   | 강릉시의 대한민국 자매결연도시(8개) |
| 결연일                                 | 이름                                  | 비고                                |
| -------------------------------------- | ------------------------------------- | ----------------------------------- |
| 2004. 2. 26.                           | 서울특별시 강서구                     | [ 47 ]                              |
| 2004. 5. 25.                           | 대전광역시 서구                       | [ 47 ]                              |
| 2004. 7. 6.                            | 경기도 부천시                         | [ 47 ]                              |
| 2004. 10. 29.                          | 대구광역시 북구                       | [ 47 ]                              |
| 2006. 3. 23.                           | 서울특별시 서초구                     | [ 47 ]                              |
| 2009. 3. 10.                           | 경상북도 안동시                       | [ 47 ]                              |
| 2016. 10. 8.                           | 경기도 파주시                         | [ 47 ]                              |
| 2023. 7. 23.                           | 충청남도 보령시                       | [ 47 ]                              |
|                                        |                                       |                                     |
| 강릉시의 대한민국 외 자매결연도시(8개) |                                       |                                     |
| 결연일                                 | 이름                                  | 비고                                |
| 1983. 2. 16., 1983. 7. 6.              | 일본 사이타마현 지치부시              | [ 48 ]                              |
| 1999. 5. 11.                           | 중화인민공화국 저장성 자싱시          | [ 48 ]                              |
| 2004. 10. 19.                          | 중화인민공화국 후베이성 징저우시      | [ 48 ]                              |
| 2013. 11. 28.                          | 중화인민공화국 쓰촨성 더양시          | [ 48 ]                              |
| 2011. 10. 4.                           | 러시아 이르쿠츠크주 이르쿠츠크시      | [ 48 ]                              |
| 2015. 4. 7. 2015. 9. 6.                | 스페인 발렌시아주 알헤메시            | [ 48 ]                              |
| 2015. 7. 29.                           | 미국 버지니아주 라우던 카운티         | [ 48 ]                              |
| 2021. 11. 18.                          | 이탈리아 캄파니아주 나폴리현 소렌토시 | [ 48 ]                              |

## 같이 보기
- 강릉지역 무장공비 침투사건
- 대한민국의 설치순 도시 목록